# 望楼河
望楼河，又名乐罗溪，位于中国海南省乐东黎族自治县，发源于尖峰岭南侧，蜿蜒东南流至利国镇新兴村转东流，至抱由镇向阳村以东汇入长茅水库，自千家镇长茅村出库后向西南流，经抱伦农场、石门水库、利国镇，最后于九所镇望楼港汇入南海。河长99.1公里，比降3.78‰，流域面积827.3平方公里。年均径流量3.98亿立方米。发源地尖峰岭为国家级自然保护区，保护中国现存纬度最低、垂直系统最完整、保护最完好的雨林。